# UHC Adige
Lo United Hockey Club Adige è una società italiana di hockey su prato con sede a Mori, in provincia di Trento.

## Storia
L'UHC Adige nasce nel 1998. Della formazione bianco-blu hanno fatto parte, fin dalla fondazione, giocatori di massimo livello: Alberto Marchi, portiere della Nazionale Italiana, considerato, fino al 2008, uno tra i primi quattro estremi difensori migliori al mondo; Matteo Bellini, centrocampista-difensore di livello internazionale, anch'egli nazionale azzurro; Andrej Jaroszewski, trequartista-attaccante, già nazionale polacco, Marco Bisoffi, attuale presidente, e il bielorusso Sasha Zhukovets, già componenti delle rispettive selezioni nazionali. Ancora oggi militano nel club Nicola Bertolini anch'egli nazionale azzurro e il trio pakistano Adnan Muhammad, Rizwan Muhammad e Rana Suahil Riaz. Nella formazione vi sono presenti anche giovani con già esperienze internazionale tra cui Burli Edoardo, Zomer Alessandro e Gazzini Lorenzo tutti e 3 nazionale azzurro.

## Cronistoria
- 1997-1998 - Serie A2. Promossa in Serie A1.
- 1998-1999 - Serie A1. Retrocessa in Serie A2.
- 1999-2000 - Serie A2
- 2000-2001 - Serie A2
- 2001-2002 - Serie A2
- 2002-2003 - Serie A2
- 2003-2004 - Serie A2. Perde la finale play-off promozione.
- 2004-2005 - Serie A2. Promossa in Serie A1. Vince lo Scudetto Indoor.
- 2005-2006 - Serie A1. Retrocessa in Serie A2.
- 2006-2007 - Serie A2
- 2007-2008 - Serie A2
- 2008-2009 - Serie A2
- 2009-2010 - Serie A2
- 2010-2011 - Serie A2
- 2011-2012 - Serie A2. Retrocessa in Serie B.
- 2012-2013 - Serie B. Perde la finale play-off promozione.
- 2013-2014 - Serie B. Perde la finale play-off promozione.
- 2014-2015 - Serie B. Prima classificata alle finali promozione. Promossa in Serie A2.
- 2015-2016 - Serie A2. Promossa in Serie A1.
- 2016-2017 - Serie A1
- 2017-2018 - Serie A1
- 2018-2019 - Serie A1
- 2019-2020 - Serie A1
- 2020-2021 - Serie A1
- 2021-2022 - Serie A1

## Rosa 2022/23
- P Gazzini Alessandro
- P Lorenzini Tobia
- P Tindaro Cotugno Andrea
- D Zomer Alessandro
- D Adnan Muhammad
- D Gazzini Tommaso
- C Dal Rì Lorenzo
- C Lorenzo Gazzini
- C Bertolini Nicola
- C Rizwan Muhammad
- C Rana Suahil Riaz
- A Jaroszewski Oskar
- A Sartori Alessandro
- A Nave Tommaso
- A Burli Edoardo
- A Contu Matteo
- A Gaio Francesco

## Allenatori
- Possali Daniela (Prima squadra/Under-21)
- Gazzini Lorenzo (Under-14/16)
- Nave Tommaso (Under-14/16,Under 8/10/12)
- Gazzini Tommaso (Under-14F, Under 8/10/12)
- Jaroszewski Andrej (Under 8/10/12)

## Palmarès
- Scudetto indoor: 1

2004-2005